# Petr Jiráček
Petr Jiráček (sinh ngày 2 tháng 3 năm 1986) là một cầu thủ bóng đá chuyên nghiệp người Séc. Vốn là một tiền vệ, anh có thể chơi ở cả vị trí con thoi hoặc hộ công. Anh đã từng thi đấu cho câu lạc bộ VfL Wolfsburg của Đức cũng như giành danh hiệu vô địch quốc gia Séc cùng Viktoria Plzeň. Anh cũng nằm trong thành phần đội tuyển quốc gia Séc dự giải vô địch bóng đá châu Âu 2012.

## Sự nghiệp cấp câu lạc bộ =
Sau khi khởi nghiệp bóng đá tại Baník Sokolov, câu lạc bộ mà anh tập từ năm 10 tuổi và dành hai mùa bóng chuyên nghiệp thi đấu ở đây, Jiráček chuyển đến Viktoria Plzeň. Cùng Viktoria, anh có đúng 100 trận đá tại giải vô địch quốc gia và nhân tố chủ chốt trong đội để giúp đăng quang Giải bóng đá vô địch quốc gia Séc 2010–11, một kỳ tích mà câu lạc bộ chưa từng giành được trong lịch sử hoạt động của họ. Danh hiệu đó cũng đem lại cho đội bóng cơ hội thi đấu tại UEFA Champions League 2011–12 và họ đã lọt vào vòng bảng, kết thúc ở vị trí thứ ba sau các gã khổng lồ F.C. Barcelona và A.C. Milan. Jiracek chỉ vắng mặt đúng một trận tại cúp châu Âu. Anh còn vô địch Cúp bóng đá Séc 2009–10 và Siêu cúp Séc 2011.
Tháng 12 năm 2011, Jiráček ký hợp đồng dài 4 năm rưỡi với câu lạc bộ VfL Wolfsburg đến từ giải Bundesliga của Đức. Anh ngay lập tức gây được ấn tượng khi ghi bàn gỡ hòa trong trận đấu thứ tư của mình tại giải vô địch Đức để đem về chiến thắng 3–2 trước SC Freiburg. Tuy nhiên anh dính chấn thương vào cuối tháng 2, làm cho anh bỏ lỡ một số trận đấu và phải ngồi trên ghế dự bị ít lần trong phần còn lại của mùa giải.
Ngày 26 tháng 8 năm 2012, huấn luyện viên trưởng của VfL Wolfsburg là ông Felix Magath xác nhận rằng Jiráček sẽ gia nhập Hamburger SV với một mức phí không được tiết lộ sau khi không gây được ấn tượng trong thời gian anh chơi bóng ở Wolfsburg.

## Sự nghiệp cấp đội tuyển
Tháng 9 năm 2011, anh có trận ra mắt tuyển quốc gia ở trận đối đầu Scotland và sớm trở thành lựa chọn số một trong đội hình dưới quyền huấn luyện viên Michal Bílek. Anh ghi bàn thắng đầu tiên trong chiến thắng 1–0 trước Montenegro tại Vòng play-off giải vô địch bóng đá châu Âu 2012.
Anh tiếp tục là nhân tố chủ chốt trong đội hình tuyển Séc tiến đến tứ kết của Giải vô địch bóng đá châu Âu 2012, anh ghi hai bàn tại giảiv và chúng đều là những bàn thắng mở tỉ số trước các đối thủ Hy Lạp và Ba Lan ở vòng bảng, anh còn được bầu chọn là cầu thủ hay nhất trận gặp tuyển Ba Lan.

## Thống kê sự nghiệp
| Thể hiện tại câu lạc bộ | Thể hiện tại câu lạc bộ | Thể hiện tại câu lạc bộ | Giải    | Giải      | Cúp             | Cúp             | Liên lục địa | Liên lục địa | Tổng cộng | Tổng cộng |
| Mùa                     | Câu lạc bộ              | Giải                    | Số trận | Bàn thắng | Số trận         | Bàn thắng       | Số trận      | Bàn thắng    | Số trận   | Bàn thắng |
| Cộng hòa Séc            | Cộng hòa Séc            | Cộng hòa Séc            | Giải    | Giải      | Cúp bóng đá Séc | Cúp bóng đá Séc | Cúp châu Âu  | Cúp châu Âu  | Tổng cộng | Tổng cộng |
| ----------------------- | ----------------------- | ----------------------- | ------- | --------- | --------------- | --------------- | ------------ | ------------ | --------- | --------- |
| 2006–07                 | Baník Sokolov           | Czech 2. Liga           | 15      | 1         | 0               | 0               | ––           | ––           | 15        | 1         |
| 2007–08                 | Baník Sokolov           | Czech 2. Liga           | 25      | 1         | 2               | 0               | ––           | ––           | 27        | 1         |
| Cộng hòa Séc            | Cộng hòa Séc            | Cộng hòa Séc            | Giải    | Giải      | Cúp bóng đá Séc | Cúp bóng đá Séc | Cúp châu Âu  | Cúp châu Âu  | Tổng cộng | Tổng cộng |
| 2008–09                 | Viktoria Plzeň          | Gambrinus liga          | 29      | 1         | 0               | 0               | ––           | ––           | 29        | 1         |
| 2009–10                 | Viktoria Plzeň          | Gambrinus liga          | 26      | 1         | 3               | 0               | ––           | ––           | 29        | 1         |
| 2010–11                 | Viktoria Plzeň          | Gambrinus liga          | 29      | 5         | 4               | 1               | 2            | 0            | 35        | 6         |
| 2011–12                 | Viktoria Plzeň          | Gambrinus liga          | 16      | 4         | 0               | 0               | 11           | 0            | 27        | 4         |
| 2015–16                 | Sparta Praha            | Synot liga              | 18      | 0         | 6               | 2               | 5            | 0            | 29        | 2         |
| Đức                     | Đức                     | Đức                     | Giải    | Giải      | Cúp bóng đá Đức | Cúp bóng đá Đức | Cúp châu Âu  | Cúp châu Âu  | Tổng cộng | Tổng cộng |
| 2011–12                 | Wolfsburg               | Bundesliga              | 13      | 2         | 0               | 0               | 0            | 0            | 13        | 2         |
| 2012–13                 | Hamburger SV            | Bundesliga              | 5       | 0         | 0               | 0               | 0            | 0            | 5         | 0         |
| Tổng cộng               | Cộng hòa Séc            | Cộng hòa Séc            | 158     | 13        | 15              | 3               | 18           | 0            | 191       | 16        |
| Tổng cộng               | Đức                     | Đức                     | 18      | 2         | 0               | 0               | 0            | 0            | 18        | 2         |
| Tổng kết sự nghiệp      | Tổng kết sự nghiệp      | Tổng kết sự nghiệp      | 176     | 15        | 15              | 3               | 18           | 0            | 209       | 18        |

### Bàn thắng cho đội tuyển
Tỉ số và kết quả liệt kê bàn thắng của Cộng hòa Séc trước.
| #  | Ngày                 | Nơi tổ chức                                 | Đối thủ    | Tỉ số | Kết quả | Giải đấu                                        |
| -- | -------------------- | ------------------------------------------- | ---------- | ----- | ------- | ----------------------------------------------- |
| 1. | 15 tháng 11 năm 2011 | Sân vận động Thành phố Podgorica, Podgorica | Montenegro | 1–0   | 1–0     | Vòng play-off giải vô địch bóng đá châu Âu 2012 |
| 2. | 12 tháng 6 năm 2012  | Sân vận động Municipal, Wrocław             | Hy Lạp     | 1–0   | 2–1     | Giải vô địch bóng đá châu Âu 2012               |
| 3. | 16 tháng 6 năm 2012  | Sân vận động Municipal, Wrocław             | Ba Lan     | 1–0   | 1–0     | Giải vô địch bóng đá châu Âu 2012               |

## Danh hiệu
Viktoria Plzen
- Cúp bóng đá Séc: 2009–10
- Giải vô địch quốc gia Séc: 2010–11
- Siêu cúp Séc: 2011